# Back in Time (aplicación)
Back in Time es una aplicación de libros educativos para iOS sobre la historia del universo, la Tierra, la vida y la humanidad que utiliza una analogía del tiempo para explicar diferentes escalas de tiempo. Publicado el 22 de septiembre de 2011, fue desarrollado por la empresa de software Landka en colaboración con instituciones científicas como la ESA / Telescopio Espacial Hubble. Tras su distribución en la App Store pasó a volverse un éxito instantáneo, alcanzando las mayores ventas de aplicaciones de libros para iPad en 38 países.
 The New York Times reconoció Back in Time como una de las «10 mejores aplicaciones» en 2011. En 2012 fue reconocida con un World Summit Award (iniciativa de la ONU).